# 익스플로러 1호

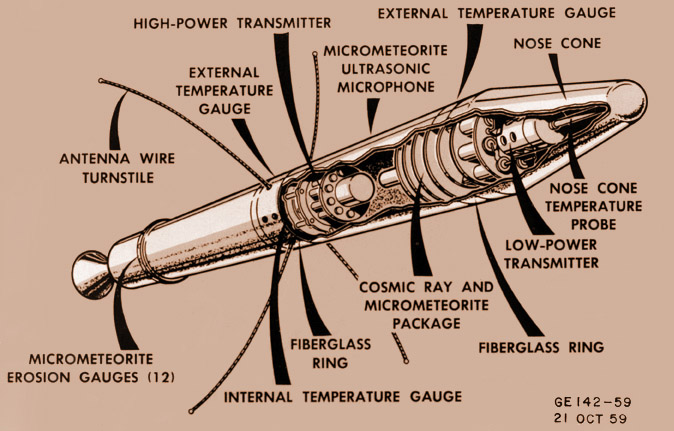
익스플로러 1호의 구조

익스플로러 1호(영어: Explorer-1) 또는 공식명 인공위성 1958 알파(영어: satellite 1958 Alpha)는 미국이 최초로 쏘아올린 인공위성으로, 미 동부 표준시로 1958년 1월 31일 오후 10시 28분에 발사되었다(그리니치 표준시로 2월 1일 3시 48분). 이 인공위성은 미국이 세계 지구물리학의 해에 의한 프로그램의 일환으로 발사되었으며, 플로리다주에 있는 케이프커내버럴 공군 기지에서 주노 1호 로켓에 실려서 발사되었다.

## 임무
이 인공위성은 소련이 1957년 10월 4일에 쏘아올린 스푸트니크 1호의 성공 발사에 충격을 받은 미국은 자신의 인공위성을 발사하게 되고, 이로써 우주 경쟁이 본격화되었다. 익스플로러 1호는 제트 추진 연구소에서 설계&제작 되었는데, 발사체로써 육군 탄도 미사일청에서 조립한 주피터-C 로켓을 좀 고쳐서 만든 주노 1호 로켓이 선정되었다. 미 육군 탄도 미사일국과 제트 추진 연구소는 84일 만에 주피터-C 로켓에 익스플로러를 완성해서 장착하게 된다. 그러나 일이 끝나기 전에 소련은 스푸트니크 2호를 1957년 11월 3일에 발사하게 된다.

## 발사체
익스플로러 1호의 발사체인 주노 1호 로켓은, 1954년 미국 육군의 오비터 프로젝트가 기반이 되었다. 이 프로젝트는 1955년에 취소가 되지만, 그러나 이 결정은 벵가드 프로젝트를 착수하게 만들게 되었다. 주피터-C 로켓은 이미 중거리 탄도 미사일의 원추형 두부의 대기권 재돌입 비행 테스트를 위해서 발사되고 있었다.

## 인공위성 설계
익스플로러 1호의 설계와 제작은 캘리포니아 공과대학(California Institute of Technology, 줄여서 Caltech) 소속의 제트 추진 연구소 휘하의 윌리엄 H. 피커링이 지휘를 하였다. 익스플로러 1호의 측정기 설계&제작은 아이오와 대학교의 제임스 반 앨런 박사가 도맡아서 하였다.
Explorer-I는 미션 수행을 위한 2번째 인공위성이다(스푸트니크 2호가 먼저). 많이 알려진것과 같이, 익스플로러 1호는 우주 방사선을 측정하기 위해서 가이거 계수관을 설치하였다. 여러 측정기들은 방사선 수치(1초당 30번)을 재는 반면에, 다른 것은 특별하게 1초에 하나도 재지 못하였다. 아이오와 대학교(반 앨런 박사 휘하)에서는 하나도 측정되지 않던 것이 남아메리카의 고도 2000+ km에서 나타나고, 500km를 지나서는 기대했던 방사선이 보였다. 익스플로러 3호에 와서, 익스플로러 1호의 가이거 계수기가 고장난 것이 아니라, 일반적으로 밴 앨런대라고 불리는 지구의 자기장으로 압도적으로 높은 방사능 벨트가 있다는 결론을 내렸다.

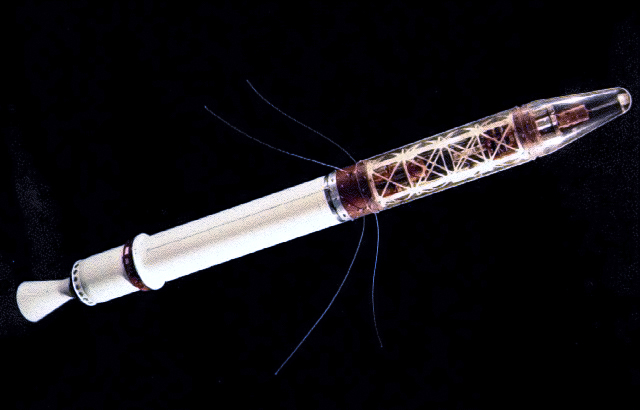
우주에서의 익스플로러 1호

## 임무 결과
익스플로러 인공위성이 발견한 밴 앨런대는 세계 지구물리학 해의 걸출한 하나의 발견으로 여겨졌다.
익스플로러 1호는 근지점 360 킬로미터와, 정점 2520 킬로미터의 타원궤도를 돌았고, 114.9 분 동안 지구를 한바퀴 돌았다. 익스플로러 1호의 전체 무게는 13.97 킬로그램이었고, 감지기의 무게는 8.3 킬로그램이었다. 감지기 부분은 작게 축소된 4단 로켓 케이스에 들어가 있고, 인공위성은 1분당 750번 중심 축으로 돈다.
감지기는 방사선 관측 장비와, 내&외부 온도계, 두구 온도계와 우주진 충돌 마이크, 그리고 우주진 부식 게이지도 포함되어 있었다. 감지기의 데이터는 60밀리와트로 108.03 Mhz와, 10 밀리와트로 108.00 Mhz로 지상에 전송되었다.
전송 안테나는 2개의 유리섬유로 만든 안테나와, 밖에 달린 수평 십자형 안테나로 통신을 하였다. 인공위성이 회전할 때, 인공위성의 축은 유연성이 있어서 휘어지기도 하였다.
감지기 계기의 외피는 인공위성의 온도 조절을 위해서 흰색과 검은색이 번갈아서 칠해졌다. 밝음과 어두움의 비율은 발사 시간, 탄도, 궤도에 근거한 연구로써 결정되었다.
동력원은 니켈-카드뮴 전지를 기반으로 하였는데, 전체 무게중 40%에 가까웠다. 이 전원은 높은 전원으로 송신시 31일, 낮은 전원으로 송신시에 105일을 버텨내었다. 그래서 익스플로러 1호의 탐지기들은 무게가 덜 나가고, 단순하며, 신뢰성 높게 제작되었다.
익스플로러 1호는 1958년 5월 23일에 배터리가 부족하여 통신이 두절되었으나, 12년 동안 궤도를 돌았다. 익스플로러 1호는 1970년 5월 31일 지구 대기권에 재진입해 충격파로 인한 단열압축 효과로 전소되었다. 익스플로러 1호는 길게 진행된 익스플로러 프로그램의 첫 번째 인공위성이었고, 2004년 11월까지 83개의 익스플로러 탐사기가 발사되었다.
동일하게 제작된 익스플로러 1호는 스미스소니언 대학에 있는 국가 항공우주 박물관에 있는 비행의 이정표 코너에 전시되어 있다.